# Familia Calderón
La familia Calderón es una importante familia de la política costarricense, a la cual han pertenecido distintos personajes políticos que han ejercido cargos públicos importantes entre ellos dos presidentes de la República y han liderado la tendencia política conocida como el Calderonismo.
Familia de extracción católica, el presidente costarricense Dr. Calderón Guardia que gobernó en el período 1940-1944 era adherente de la ideología del socialcristianismo y en alianza con otros actores políticos incluyendo el Partido Comunista Costarricense y el episcopado de San José de la época, realizó una serie de reformas sociales populares muy vanguardistas para la época que incluían la creación del Código de Trabajo que otorgaba diversos derechos a los trabajadores, la Caja Costarricense de Seguro Social que brindaba atención médica a todos los ciudadanos y la Universidad de Costa Rica entre otros. 
No obstante estas reformas que molestaron mucho a sectores conservadores y de la oligarquía cafetalera y terrateniente junto a su vínculo con los comunistas, acusaciones de fraude, corrupción y represión política de los opositores y la persecución de minorías étnicas como alemanes, italianos y japoneses a raíz de la declaratoria de guerra al Eje durante la Segunda Guerra Mundial provocaron una fuerte oposición a su figura y un anti calderonismo que dividió a buena parte de la sociedad costarricense hasta la fecha. 
A raíz de la Guerra Civil de 1948 entre los bandos calderonista-comunista contra el rebelde Ejército de Liberación Nacional liderado por José Figueres, ganada por los segundos, Calderón y su familia se exilian en México e intentarían regresar al país con el apoyo de varios dictadores latinoamericanos pero, especialmente, el de Somoza en Nicaragua en 1955 fallidamente. El calderonismo estaría casi proscrito sin embargo se mantendría vivo apoyando a candidatos opositores del Partido Liberación Nacional hasta el regreso al país de Calderón durante la administración Echandi. Calderón sería candidato presidencial, sin éxito, en las elecciones de 1962, su hijo sería electo en 1990. 
A esta familia han pertenecido:
- Rafael Calderón Muñoz (1869-1943), médico y político fue ministro, embajador, diputado y primer designado a la presidencia.
- Rafael Ángel Calderón Guardia (1900-1970), médico y político, hijo del anterior, fue Presidente de la República en el período 1940-1944.
- Francisco Calderón Guardia (1906-1977), abogado, hijo del primero y hermano menor del segundo, fue Primer Designado a la Presidencia durante el gobierno de su hermano, ministro y diputado. Ejerció interinamente la presidencia.
- Rafael Ángel Calderón Fournier (1949), abogado, hijo de Calderón Guardia, diputado, canciller y Presidente de la República de 1990 a 1994.
- Alejandra Calderón Fournier, hija de Calderón Guardia, dirigente izquierdista fallecida en circunstancias misteriosas en 1979.

Los Calderón han militado en distintos partidos políticos que de una u otra manera están considerados continuadores del calderonismo, entre ellos el Partido Republicano Nacional, el Partido Republicano Calderonista y el Partido Unidad Social Cristiana.